# Johan Erik Bertrand Johansson
Johan Erik Bertrand Johansson, född den 2 oktober 1887 , död den 27 november 1970, var en svenskfödd elektroingenjör verksam i USA.
Johan föddes den 2 oktober 1887 i Göteborg, fader finns inte uppgiven. Johan flyttade tillsammans med sin mor sommaren 1889 till moderns föräldrahem i Bramseröd i Tanums socken, Bohuslän. År 1902 avreser Johans mor till USA och år 1904 avreser Johan tillsammans med sin yngre broder till USA. I USA ändrar han sitt namn till John Bertrand "Bert" Johnson (John B. Johnson).
John B. Johnson blev den förste vetenskapsmannen att i detalj kartlägga den grundläggande källan för brus i information som färdas i en elektrisk ledare.

## Karriär
Johnson studerar vid Yale University och lägger år 1917 fram sin avhandling Total Ionisation of Slow Electrons.  Johnson blir en pionjär i studiet av katodstrålerör och orsakerna till brus i elektronrör.

## Brusteorin
Johnson publicerar år 1928, då anställd vid Bell Telephone Laboratories, en vetenskaplig artikel med titeln "Thermal Agitation of Electricity in Conductors". Vid exempelvis telekommunikation  är termiskt brus (eller Johnsonbrus) det brus som genereras av elektroners termiska rörelse en ledare. Hans arbete visade att bruset i en elektronisk komponent inte helt går att eliminera.
Arbete tillsammans med svensk-amerikanen Harry Nyquist ledde till att teorin bakom bruset kunde förklaras i detalj. Samarbetet ledde till att elektroniskt brus även kallas Johnson–Nyquist-brus.

## Fälteffekttransistorn
Bert Johnson var troligen bland de första vetenskapsmän som arbetade med  fälteffekttransistorn, som patenterats av Julius Edgar Lilienfeld.